# Mount Bower
Mount Bower ist ein markanter und 2610 m hoher Berg im ostantarktischen Viktorialand. In der Gruppe der Outback-Nunatakker ragt er 10 km ostnordöstlich des Roberts Butte auf.
Der United States Geological Survey kartierte ihn anhand eigener Vermessungen und Luftaufnahmen der United States Navy aus den Jahren von 1959 bis 1964. Das Advisory Committee on Antarctic Names benannte den Berg 1970 nach John R. Bower, Ionosphärenphysiker auf der Amundsen-Scott-Südpolstation im Jahr 1968.